# Amt Grevesmühlen-Land
Het Amt Grevesmühlen-Land is een samenwerkingsverband van 9 gemeenten in het  Landkreis Nordwestmecklenburg in de Duitse deelstaat Mecklenburg-Voor-Pommeren. Het Amt telt 8.472 inwoners. Het bestuurcentrum bevindt zich in  Grevesmühlen, dat zelf geen deel is van het amt.

## Gemeenten
1. Bernstorf (341)
2. Gägelow (2.579)
3. Plüschow ( x)
4. Roggenstorf (445)
5. Rüting (525)
6. Stepenitztal (1.707)
7. Testorf-Steinfort (642)
8. Upahl (1.609)
9. Warnow (624)